# Hans Meyer (Grafiker)

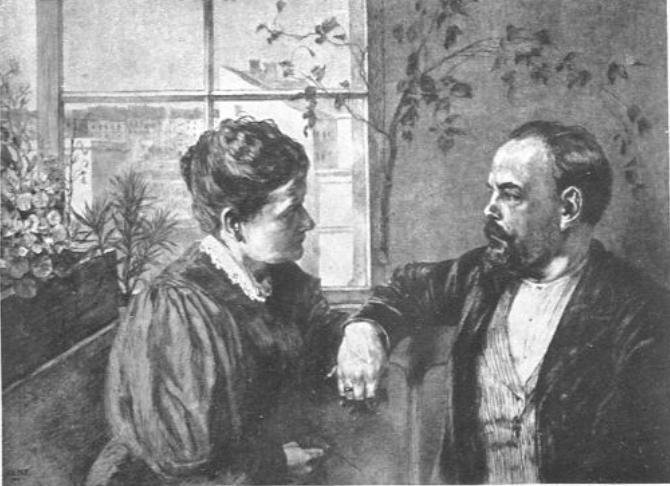
Hans Meyer:
Der Künstler und seine Frau (1907)

Hans Meyer (* 26. September 1846 in Berlin; † 17. Dezember 1919 ebenda) war ein deutscher Maler und Kupferstecher.

## Leben
Hans Meyer wurde 1846 in Berlin geboren. Er besuchte die Berliner Akademie der Künste und war dort von 1863 bis 1871 Schüler von Eduard Mandel. Sein Ausstellungsdebüt hatte er noch als Student Mandels bereits 1868 auf der Akademie-Ausstellung in Berlin mit einem Kupferstich Portrait Friedrich’s des Großen. Studienreisen führten ihn 1872 nach Italien und Frankreich, die dort vorgefundenen Werke namhafter Meister wie Raffael, Rubens, Velázquez, da Pordenone, van Dyk oder Holbein findet man danach in seinen Radierungen wieder.
Später war er in Berlin Lehrer und Professor für Kupferstich und Radierung an der Hochschule für bildende Künste. Im Katalog der Berliner Akademieausstellung 1888 wurde er vorgestellt als „Lehrer an der Königl. akademischen Hochschule für die bildenden Künste und interimistischer Vorsteher des akademischen Meisterateliers für Kupferstechkunst.“ 1892 wurde er zum ordentlichen Mitglied der Akademie ernannt. Über viele Jahre war er in den Ausstellungskommissionen der Akademie wie auch der Großen Berliner Kunstausstellungen. Meyer war ab ca. 1883 außerdem Mitglied der Royal Society of Painter-Etchers and Engravers in London.
Seine Arbeiten waren in der Mehrzahl Kupferstiche, Radierungen, Kreidezeichnungen (auch als Vorentwürfe für Radierungen) und Aquarelle. Zu seinen Hauptwerken zählt ein aus 18 Blättern bestehender Zyklus „Totentanz“ mit selbst verfassten Begleittexten, der um 1891 erstmals herausgegeben wurde.

## Ehrungen
Hans Meyer erhielt für seine Werke mehrfach Auszeichnungen:
- 1877: 2. Preis der graphischen Ausstellung in Nürnberg
- 1886: Kleine Goldmedaille auf der Ausstellung der königlichen Akademie in Berlin
- 1891: Medaille II der Jahresausstellung im Glaspalast München
- 1892: Ehrendiplom der Dresdener Aquarellausstellung
- 1899: Große Goldmedaille der Großen Berliner Kunstausstellung

## Werke (Auswahl)
Hans Meyer war mit seinen Werken seit 1868 regelmäßig vertreten auf den namhaften deutschen Kunstausstellungen, wie denen der Akademie der Künste zu Berlin, den Großen Berliner Kunstausstellungen (GBK) sowie denen im Münchener Glaspalast. Allein die Kataloge dieser Ausstellungen führen „zig“ Titel auf, es folgt also nur eine Auswahl.
- 1868: Portrait Friedrich’s des Großen. Kupferstich nach Prof. Eduard Mandels Zeichnung des im Besitz der Gebrüder Herren Schickler befindlichen Bildes von Frank. (Debüt auf der Akademieausstellung in Berlin, noch als Schüler Eduard Mandels)
- 1870: Portrait Sr. Königl. Hoheit des Kronprinzen. Kupferstich nach einer Photographie.
- 1872:
  - Margarethe, Infantin von Spanien. Stich nach Velázquez, Original in Paris
  - La Flora di Tiziano. Kreidezeichnung, Original in Florenz
  - Henriette von Frankreich, Gemahlin Carl des I. von England. Kreidezeichnung nach van Dyk, Original in Florenz
  - Selbstportrait des Diego Velázquez. Kreidezeichnung, Original im Palast der Conservatoren zu Rom
  - Porträt eines jungen Mädchens. Kreidezeichnung nach Hans Holbein d. J., Original im Palazzo Doria zu Rom
  - Herodias mit dem Haupte Johannes des Täufers. Kreidezeichnung nach da Pordenone, Original im Palazzo Doria zu Rom.
- 1874:
  - Porträt des General-Feldmarschalls Grafen Moltke. Stich in Linienmanier nach einem Gemälde des Prof. Julius Schrader
  - Triumph der Galatea. Kreidezeichnung nach einer Freske des Annibale Carracci im Palazzo Farnese zu Rom
  - Pascuccia, Kreidezeichnung
  - Portrait eines dänischen Prinzen. Kreidezeichnung nach Sustermans im Palazzo dei Pitti zu Florenz
  - Marietta. Kupferstich
- 1883:
  - Porträts Ihrer Kaiserl. u. Königl. Hoheiten des Kronprinzen und der Kronprinzessin des Deutschen Reiches und von Preussen. Radierungen nach den von H. von Angeli gemalten, im Besitze der K. K. Hoheiten befindlichen Bildern. Verlag von Rud. Schuster, Berlin.
  - Poesie. Kupferstich in Linienmanier nach Raffael (unvollendet). Original im Vatikan zu Rom.
- 1888: Garda-See. Original-Radierung
- 1891: Der Krieg. Kupferstich nach Friedrich Geselschap
- 1893: sechs Original-Radierungen aus dem Totentanz-Zyklus: Schnitter,[3] Kind,[3] Alter Mann, Wanderer, Steinklopfer, Einsiedler
- 1899: „Kollektivausstellung“ auf der GBK mit ca. 60 seiner Werke (Aquarelle, Kreide, Bleistiftzeichnungen und Radierungen).
- 1901: Strasse in Olevano bei Rom. Aquarell;[4] In der Serpentara bei Olevano. Tempera; Weibliches Bildnis. Kupferstich nach Hans Holbein; Alter Mann. Radierung aus dem Totentanz-Zyklus.
- 1904: Herbsttage in der Hohen Rhön. Aquarell; Venezianerin. Tempera; Ragazzina. Tempera[5]
- 1906: Bauerngarten in Grins. Gemälde; Alte Häuser in Grins. Gemälde; Felssteg in Grins. Gemälde; Bildnis des Staatsministers a.D. Frhr. von Berlepsch. Radierung; Dressur. Originallithographie.
- 1909: Im märkiscben Sande; Aus der Villa d’Este in Tivoli
- 1910: Blick auf den Ratzeburger See. Aquarell; In der Frühe (Motiv aus Belzig). Aquarell; Im Kupfermühlental bei Ratzeburg. Aquarell; Der Maler. Radierung aus dem Totentanz-Zyklus.[6]
- 1914: Schloß Unsleben (Wasserseite). Aquarell; Brücke in Grins. Aquarell; Schloß Unsleben. Aquarell; Die Geburt Christi. Bleistiftzeichnung.
- 1916: Erinnerung. Original-Radierung;[7] Ahlbecker Fischer, Flundern aus den Netzen nehmend. Zeichnung; Bildnis des Leutnants zur See D. Zeichnung.
- 1917: Der Friede. Kupferstich; Der Krieg. Kupferstich;[8] Perseus befreit die Andromeda. Radierung nach Rubens; Doppelbildnis eines Genueser Patriziers und seiner Gattin. Radierung nach dem Gemälde von van Dyck.